# Still D.R.E.
«Still D.R.E.» es una canción del cantante estadounidense Dr. Dre, lanzada como el primer sencillo de su álbum multiplatino, 2001. Esta canción cuenta con la colaboración del cantante estadounidense Snoop Dogg.

## Video musical
El video musical, dirigido por Hype Williams, se compone principalmente de Snoop Dogg y Dr. Dre mientras conducen coches "lowrider". Cuenta con un cameo de Eminem, persiguiendo a un grupo de chicas en una playa, en la parte del verso de Dre, "mantengo el oído a la calle, he firmado a Eminem, es triple platino, haciendo 50 a la semana".

## Recepción
El sencillo fue popular, ayudando a alcanzar el álbum multiplatino, anunciando a Dre con un regreso triunfal a la vanguardia de la escena hip hop. "Still D.R.E." debutó en el número 93 en el Billboard Hot 100 y se cayó de las listas de éxitos poco después. Tuvo más éxito en el Reino Unido, donde alcanzó el puesto número 6.

### Posicionamiento
| Listas (2000)                    | Posición |
| -------------------------------- | -------- |
| Hot R&B/Hip-Hop Singles & Tracks | 32       |
| Hot Rap Singles                  | 11       |
| Rhythmic Top 40                  | 29       |
| Billboard Hot 100                | 93       |
| UK Singles Chart                 | 6        |

## Curiosidades
- Crooked I ha usado el ritmo de "Still D.R.E." para su canción "Gunz R Us", que aparece a su mixtape, The Young Boss.
- Nipsey Hussle hizo su propia versión de esta canción llamada "Still Dre" en 2010.
- En la película Dia De Entrenamiento, "Still D.R.E." se tocó en la escena en la que Alonzo y Jake se marchan en el Chevrolet Monte Carlo de Alonzo.
- Cage parodió "Still D.R.E.", en una canción para Eminem cuando tuvieron un pleito. El nombre de la canción fue "Still C.A.G.E.".
- La Canción fue escrita por Jay-Z (como los versos de Dr.Dre y Snoop Dogg)

- Datos: Q370983